# 朝鲜绑架日本人问题
北韓綁架日本人問題（日语：／，朝鲜语：／），是指朝鲜民主主义人民共和国特務於1977年至1988年間，多次在日本以及欧洲绑架日本人的事件。2002年9月17日，在朝鲜民主主义人民共和国平壤举行的日朝首脑会谈中，朝鲜首次承认過往一直否定的绑架日本人事件，并且为此道歉，同時保证防止再次出现此类事件。日本国政府已经正式认定了与此绑架事件相关的17名受害者。2002年9月19日傍晚，小泉纯一郎政府正式向被害者家属宣布了8个死亡者名单。日朝会议时，朝鲜政府解释，这8个人的死因为“病死”、“灾害死”。此外，还有一些虽然没有被证实是因此事件而失踪，但是十分有可能同样遭到绑架的个案。同时，近年来陆续怀疑其它国家亦有公民被朝鲜政府绑架，但朝鲜政府否认了这些指控。

## 简介
1987年大韓航空858號班機空難中，發現被逮捕的朝鲜女特務金賢姬有一位日語老師李恩惠，根據證實，李恩惠即是在1978年失蹤的田口八重子，日本政府因而推測失蹤的日本人可能被朝鮮民主主義人民共和國特工綁架。2002年9月，朝鲜劳动党总书记金正日在日朝两国首脑平壤会晤时亲口承认，在1970年代，朝鲜曾在日本沿海地区绑架过多名日本人，这些人专门用来教授朝鲜特工日语及日本日常生活习惯。随后一份20多人的受害者名单被公開，最小的受害者年仅13岁。绑架问题在日本引起轩然大波，日本国内要求彻查名单上其他受害者的真实下落，同时怀疑同一时期失踪的其他日本人是否也遭朝鲜绑架，人数为70人左右。1977年9月至1983年6月有11名日本人先后失踪、其后又证明仍在朝鲜生活。日本警察厅公布的此类案件共有8宗。其中10人是从日本本土失踪的。如1977年11月，当时初中一年级的横田惠在参加完学校的体育活动后，回家途中在新潟市的海岸边失踪。其后，从朝鲜回国的其他日本人证实，横田生活在朝鲜。再如1978年：3对恋人傍晚在海边散步时神秘失踪。最后一起则发生在欧洲，1983年在英国留学的神户市外国语大学学生有本惠子突然从丹麦给家人写信称自己要去幹自己最喜欢的事业，随后便再无音讯。平壤的日朝首脑会谈结束后，日本官房长官就在外务省会见了被绑架者家属，逐一介绍了对11名被绑架者的调查结果。其中1978年7月失踪的两对恋人地村保志、濱本富贵惠和莲池薰、奥土木子4人被确认生存在朝鲜，其中蓮池夫婦生育了一對子女，地村夫妇生育了3个子女。但横田惠等6人，朝鲜方面宣布已死亡。2002年10月15日，五名遭朝鲜绑架的日本人获准“临时”回日本两个星期。但是他们到日本后就一直滞留至今，而他们的子女與配偶也於2004年返回日本居住。

## 受害人
日本政府认定了17名受害人，此外还有一些高度怀疑的个案。其他国家也有一些个案怀疑被朝鲜政府绑架。

### 日本政府正式认定的受害者
括號內為遭綁架時年齡與居住地。
- 1977年9月19日：宇出津事件。受害者：久米裕（52岁、男、石川县）。
- 1977年10月21日：女子遭绑架疑案。受害者：松本京子（29岁、女、鸟取县）目前據消息稱其還活在北韓境內，也已從清津轉移至平壤居住，並與丈夫一起生活在平壤，轉移至平壤後，受到相對較好的待遇，寮國曾在2013年遣返9名脫北者，據傳這9名脫北者裡面疑似就有松本京子的兒子。
- 1977年11月15日：少女遭绑架疑案。受害者：横田惠（13岁、女、新潟县）。
- 1978年6月前后：原饮食店店员遭绑架疑案。 受害者：田中实（28岁、男、兵库县）2019年朝鮮政府承認其還活在北韓境內，並與妻兒一起居住在平壤，北韓聲稱目前無歸國的打算。
- 1978年6月前后：李恩惠遭绑架疑案。 受害者：田口八重子（22岁、女、不明）。
- 1978年7月7日：恋爱男女遭绑架疑案。 受害者：地村保志（23岁、男、福井县）地村富贵惠（原姓滨本）（23岁、女、福井县），於2002年獲釋返回日本，其三名子女(保彥、清志、惠未)也於2004年返回日本生活。
- 1978年7月31日：恋爱男女遭绑架疑案。 受害者：莲池薰（20岁、男、新潟县）莲池祐木子（原姓奥土）（22岁、女、新潟县），於2002年獲釋返回日本，其兩名子女(重代、克也)也於2004年返回日本生活。
- 1978年8月12日：恋爱男女遭绑架疑案。 受害者：市川修一（23岁、男、鹿儿岛县）增元留美子（24岁、女、鹿儿岛县）。
- 1978年8月12日：母女遭绑架疑案。 曾我瞳（曾我Hitomi、19岁、女、新潟县）曾我實芳（曾我Miyoshi[4]、46岁、女、新潟县），曾我瞳於2002年獲釋返回日本，其丈夫詹金斯與兩名女兒(美花、布林達)也於2004年返回日本生活。
- 1980年5月前后：在欧洲的日本男子遭绑架疑案。 受害者：石冈亨（22岁、男、欧洲）松木薰（26岁、男、欧洲）。
- 1980年6月中旬：辛光洙事件。 受害者：原敕晁（43岁、男、宫崎县）。
- 1983年7月前后：在欧州的日本女子遭绑架疑案。 受害者：有本惠子（23岁、女、欧洲）。

### 其他被怀疑的非日本国民之受害者
- 1978年：孔令譻（日语：孔令譻）與蘇妙珍， 葡屬澳門。兩人原為葡京酒店大豐珠寶金行的售貨員，被假扮為日本人的朝鮮特工綁架，據某報章雜誌的消息稱，兩人已與當地男子結婚，其家人可以隨時往返澳門、北韓探望她們，曾遭北韓綁架的崔銀姬在回憶錄《我是金正日》裡表示，在1979年看過孔令譻。[5][6]
- 1978年：阿農查·班嬌艾（Anocha Panjoy）， 泰國。在澳門被假扮為日本人的朝鮮特工綁架[7]。曾與叛逃至北韓的美國軍人拉里·艾倫·阿布希爾結婚，後被改嫁給在北韓的東德商人（實為朝鮮特工），並定居平壤至今。
- 1978年：黃錦瑛， 新加坡。被一名自稱是富商的日本男子（實為朝鮮特工）邀請去船上參加派對後失蹤，與另外四名馬來西亞人在同一地點失蹤。
- 1978年：葉玉芬、葉美玲、司徒戴琴、王玉珠， 马来西亚。被一名自稱是富商的日本男子(實為朝鮮特工)邀請去船上參加派對後失蹤，與新加坡人黃錦瑛在同一地點失蹤。曾叛逃朝鮮的美國軍人查爾斯‧詹金斯回想起自己曾經在平壤的遊樂園裡看到跟葉玉芬相似的工作人員，當時是在1980年或者1981年的時候。[8][9][10]
- 1978年：多依娜·本貝亞（Doina Bumbea）， 羅馬尼亞。在意大利罗马遭到绑架，其後與背叛美國並逃往朝鮮的士兵詹姆斯·约瑟夫·德雷斯诺克結婚。有報道指她於1997年因為肺癌逝世。
- 1978年：Siham Shraiteh和另外三名女子， 黎巴嫩。在貝魯特被以到日本工作為名騙到朝鮮首都平壤；三人最後在黎巴嫩政府和巴解組織協助下獲釋，Siham Shraiteh則留在北韓至今。
- 1978年：金英男， 。1978年8月，金英男與同行4名同學在全羅北道的小島附近玩水時遭到北韓特工綁架，金英男後來與同是綁架受害者的橫田惠結婚，並有一個女兒。
- 1987年：沈静玉， 中華民國（臺灣）。1963年5月12日出生在台灣，出生地不明，1984年從臺灣來到日本，同年4月至1985年3月在大阪市内的日語學校學習，1985年4月到1986年3月同樣在大阪市内的短期大學讀書。1987年2月時，因為没有回去參加上個月去世的祖父葬禮，所以家人聯繫了日本的聯絡人，讓他們去查看靜玉位於堺市的住處，結果發現房間裡維持著居住的狀態，身邊的東西都還留著，不像是搬離的樣子，但人卻失蹤了。失踪前的2月12日，為辦理簽證延長手續，靜玉造訪了大阪市的亞東關係協會大阪事務所，因此推測靜玉的失踪是在這一天以後，而根據許多線索與證明顯示其被綁架的可能性很高。静玉失踪的年代（1987年前後）日本各地有很多女性離奇失踪，因此無法排除被綁架的可能性，這是首起發生在日本本土的在日韓國、朝鮮人特定者失蹤案之外的外國人特定者失蹤案。調查會剛設立時的2003年春季接受了沈静玉台灣的家屬的委託，而本來是非公開的調查報告因為得到了家屬的同意因而在2017年公開，關於本案無法公開家屬聯絡資料，但可與調查會查詢。2024年4月5日，日本眾議員和田有一朗首次在國會內提及關於沈靜玉的失蹤案件，並就此案件質詢外務大臣川上陽子。[11][12][13][14][15][16]
- 2004年：美国男子大卫·斯奈登（David Sneddon）， 美国。在中国云南省神秘失踪，他精通中韩语言，曾于云南支教。2016年，韩国有脱北者联系大卫家人，称他在平壤见过的一个美国人很像是大卫，还曾是金正恩的英语老师。[17]

## 朝鲜政府立场
朝鲜民主主义人民共和国的主张如下:
- 生死不明的12名绑架受害者中8名死亡，4名未进入朝鲜。
- 已让5名健在者及其家属回到日本。对死亡8名人员已提供必要相关信息，以及交还了遗骨（2人）。
- 日方提出无理要求，即“要让已死之人生还”。

## 日本政府立场
日本政府关于此次事件的立场非常明确，那就是立刻释放所有受害者，并让他们安全的返回日本。对于此次事件，日本政府采取了以下的措施：
- 一，继续强烈要求朝方，确保所有绑架受害者的安全，并立刻让他们回到日本。另外，继续强烈要求朝方，彻底查明有关绑架的真相，并将实施绑架的犯罪嫌疑人引渡日本。
- 二，冻结人道主义支援（2004年12月28日公布）、包括禁止万景峰92号轮船进入日本港口在内的各种措施（2006年7月5日公布）、关于防止朝鲜导弹等相关资金转移等的措施（2006年9月19日公布）、包括禁止所有朝鲜籍船只进入日本港口及禁止朝鲜所有品目的货物进口日本在内的各种措施（2006年10月11日公布）等。日本将考虑朝方今后的对应等情况，商讨进一步的应对措施。
- 三，继续在现行法律制度下严格执法。
- 四，以绑架问题对策本部为中心，收集与分析绑架问题相关信息，迅速推进商讨解决问题的相关措施，同时，进一步加强绑架问题相关的民意启发宣传活动。
- 五，继续全力推动对包括“特定失踪者”相关个案在内的、无法排除朝鲜绑架可能性的个案之有关侦查及调查等工作。另外，根据侦查及调查的结果，如认定了新的绑架个案，则对朝方采取理所当然的措施。
- 六，在联合国等国际场合，以及通过与相关各国的紧密合作，进一步加强有关解决绑架问题的国际合作。

## 日朝政府之间的交涉

### 至2007年

#### 第1次日朝首脑会谈（2002年9月）
2002年9月17日举行的第一次日朝首脑会谈中，朝鲜劳动党总书记金正日首次承认朝鲜一直以来都在绑架日本人，并为此道歉。而朝鲜外务省的新闻发言人当天也就此事件发表谈话表示朝鲜将让受害者返回日本。

#### 5名受害者回到日本（2002年10月）
2002年10月15日，部分受害者返回日本。他们是：地村保志、濱本富贵惠、莲池薰、奧土祐木子以及曾我瞳。10月24日，日本政府发表申明，要求归国的5名受害者留在日本，并要求朝方尽快移送其亲属到日本。

#### 第12次日朝邦交正常化谈判（2002年10月）
因为朝鲜表示部分受害者已经死亡或者无法查证是否曾经进入朝鲜，日本政府决定成立事实调查小组并会见了部分回国的受害者。2002年10月29日，日本政府在吉隆坡举行的第12次日朝邦交正常化谈判中，日本政府进一步根据朝鲜政府提供的材料提出了150项疑点，并要求朝鲜重新调查。

#### 第2次日朝首脑会谈（2004年5月）
2004年5月22日，时任日本内阁总理大臣的小泉纯一郎再次访朝，双方就绑架等日朝之间的问题，以及核、导弹等有关东北亚地区和平与稳定的安全保障问题等进行了会谈。朝方同意地村保志及濱本富贵惠的家属、莲池薰及奧土祐木子的家属共计5人于当天去日本。但就另一受害人曾我瞳的3名家属朝方不准其当日前往日本，小泉亲自协调未果。后于同年的7月18日，他们才到达日本。

#### 日朝工作人员磋商（2004年8月）
2004年8月11日以及8月12日，双方工作人员在中国北京进行了第一次磋商。朝鲜提交了有关日本认定之生死不明者的调查资料。

#### 日朝工作人员磋商（2004年9月）
2004年9月25日以及9月26日，双方工作人员在中国北京进行了第二次磋商。朝鲜再次提交了有关日本认定之生死不明者的调查资料。

#### 日朝工作人员磋商（2004年11月）
2004年11月9日至11月14日，双方在朝鲜首都平壤进行了第三次磋商。日本事件调查组听取了十六名证人的证言，并前往与绑架事件有关的设施进行考察。

#### 日本质疑（2004年12月）
2004年12月24日，日本就调查结果向受害者家属作出说明。并于次日（12月25日），向朝方表示日本方面进行的调查结果严重质疑之前朝方的调查报告，并向朝方转交了问题疑点之一的，由朝方提供的受害人横田惠的遗骨的调查报告。日本方面认为那不是横田惠的遗骨。并且独立的DNA检测实验也不支持那些遗骨来自横田惠本人。

#### 日朝一系列会谈（2006年2月）
2006年2月4日至2月8日，双方在中国北京进行了一揽子会谈。会谈主要包括：有关绑架问题等的悬而未决事项的磋商，有关朝核问题、导弹问题等安全保障的磋商以及邦交正常化交涉等三个议题。日方再次强烈要求朝方让绑架受害者返回日本、保证展开旨在彻底查明真相的重新调查以及将实施绑架的罪犯引渡日本。对此，朝方仍重复所有幸存者已经全部回到日本等之与以前一样的解释。关于彻底查明真相，朝方表示已将秉承诚意并付出努力而进行调查的事实真相全部如实告知了日方。朝方没有保证继续进行有关生死不明者的重新调查。另外关于引渡实施绑架的罪犯一事，朝方以这是政治问题等为由而拒绝引渡。朝方还以触犯朝鲜国内法律为由提出引渡参加支援朝鲜人逃离朝鲜的7名日本人等要求。

#### 日朝邦交正常化工作组（2007年3月）
2007年3月，在根据朝核问题六方会谈有关决议成立的朝日关系正常化工作组之第一次会议上，日方再次向朝方提出要求：确保所有绑架受害者及其家属的安全并尽快让他们回到日本、彻底查明真相、引渡实施绑架的罪犯。

#### 朝鲜发表外交部备忘录（2007年7月）
2007年7月20日，朝方谴责日本在绑架问题方面的对应措施，发表了宗旨为绑架问题已经终结的朝鲜外务省备忘录。7月25日，日本外务省表示无法接受该备忘录。

### 2007年後
2014年5月，在與日本進行談判後，北韓同意調查綁架問題。2014年7月4日，日本在與朝鮮的談判後放寬對北韓的部分制裁。北韓同意重新調查綁架案件。2014年10月，日本代表團訪問北韓。
2015年3月，日朝談判未能取得結果，日本將北韓的制裁延長額外24個月。制裁包括禁止北韓船舶進入日本港口以及對該國貿易的限制，該制裁已於2017年3月到期。
2024年3月29日，北韓外務相崔善姬重申平壤拒絕與日本任何接觸之政策，並指與日本進行討論對朝方而言並不不重要。崔善姬批評日本首相岸田文雄於2024年3月28日所指，即日本將繼續解決有關朝鮮的問題，包括過去綁架日本國民的問題。
2024年6月13日，南韓傳媒《中央日報》分別引述多名消息人士表示，两国5月中旬在蒙古乌兰巴托附近见过面，「朝鲜由侦察总局和赚取外汇的相关人士等3人参加，日方由重量级家族出身的政治家作为代表团的一员出席」，未知雙方有否按計劃再次見面。

## 国际社会的反应与努力
- 联合国人权委员会从2003年开始，连续三年通过了要求迅速解决绑架外国人有关的尚未解决之问题的“朝鲜人权状况”决议案。
- 2005年12月，在联合国大会上首次通过了《朝鲜人权状况》决议案。在联大这一决议案中，对包括绑架外国人等各种问题在内的朝鲜人权状况，表示极度担忧，要求朝鲜在改善人权状况方面与联合国合作。该决议案在2006年12月，再次获得通过（连续2年）。此次通过的决议案中，除上述内容外，还增加了绑架问题是国际社会担忧的问题，是侵害其它主权国家公民人权的行为等新的内容。
- 2006年5月，时任联合国秘书长的安南访问南韩，关于绑架问题他表示：为了解除受害者等的痛苦，有必要让朝鲜作出解释。
- 联合国安全理事会通过了1718号决议，该决议在日本的强烈要求下加进了朝鲜回应国际社会对“人道主义方面的担忧”之重要性的有关内容。很明显，这个“人道主义方面的担忧”包括绑架问题。
- 2007年6月在德国海利根达姆举行的G8峰会上，主席国的总结中发出了要求尽快解决绑架问题的强烈信号。
- 2006年4月绑架受害者的亲属访问美国，除在美国众议院听证会上发表证言外还受到了布什总统的接见。布什总统表示：朝鲜必须尊重人权和人类的尊严，应该让横田惠的母亲能够再一次拥抱到她的女儿。

## 民间团体
1997年，绑架受害者的亲属成立了北朝鮮綁架受害者親屬聯絡會（家族会）。

## 相关影视作品
- 纪录片《绑架：横田惠的故事》（Abduction: The Megumi Yokota Story）。导演是Chris Sheridan和Patty Kim两位导演的作品，于2006年11月25日公映。
- 美国民歌小组彼得、鲍尔和玛莉成员之一的歌手诺埃尔·鲍尔·斯道基，为绑架受害者横田惠创作了歌曲SONG FOR MEGUMI。
- 电视剧《再会～横田惠的愿望～》（報道ドラマスペシャル「再会」～横田めぐみさんの願い～）。由日本電視台根據資料製作和播放。
- 《North Korea - Kidnapped》 （页面存档备份，存于）於2005年由澳洲SBS電視台播放。